# Crater Hill
Crater Hill är en kulle i Antarktis. Den ligger i Östantarktis. Nya Zeeland gör anspråk på området. Toppen på Crater Hill är 335 meter över havet.
Terrängen runt Crater Hill är platt söderut, men åt nordost är den kuperad. Havet är nära Crater Hill åt sydväst. Trakten är glest befolkad. Närmaste befolkade plats är McMurdo Station, 1,7 kilometer sydväst om Crater Hill. 